# لازار ریستووسکی
لازار ریستووسکی (به انگلیسی: Lazar Ristovski) (زاده ۲۶ اکتبر ۱۹۵۲) بازیگر صربستانی است.
از فیلم‌های معروف او می‌توان به بازی در فیلم مرد نوامبر اشاره کرد.